# Csonka Pál
| Csonka Pál. Magyar Életrajzi Lexikon      | Csonka Pál. Magyar Életrajzi Lexikon      |
| Kattints az alábbi külső linkek egyikére! | Kattints az alábbi külső linkek egyikére! |
| ----------------------------------------- | ----------------------------------------- |
| Nem található szabad kép.(?)              |                                           |
| külső link · jogvédett                    | Csonka Pál                                |

Csonka Pál (Budapest, 1896. július 8. – Budapest, 1987. november 26.) építészmérnök, egyetemi tanár, a műszaki tudomány doktora (1952), Kossuth-díjas (1954), állami díjas (1983). Édesapja, Csonka János a karburátor feltalálója volt.

## Életpályája
A Budapesti Lónyai utcai gimnáziumban érettségizett, majd 1914-től – kétévi katonai szolgálattal megszakítva – 1920-ig a József Nádor Műszaki Egyetem építészeti karának volt hallgatója, itt szerezte meg 1920-ban építészmérnöki oklevelét. Másodéves hallgató korában elnyerte a Horváth Ignác-pályadíjat. 
Kezdő mérnökként több városrendezési pályázaton részt vett: 1921-ben a Margit-sziget, 1922-ben Székesfehérvár, 1923-ban pedig a Szombathely rendezésére kiírt pályázaton nyert második díjat. Pályája kezdetén építésvezetőként dolgozott. 1927-től fizetés nélküli gyakornok a műegyetem alkalmazott szilárdságtani laboratóriumában. 1928-ban építőmesteri szakvizsgát is tett. 1928–1936 között az egyetem építészeti osztályán a matematika meghívott előadója. 1930–1936 között az alkalmazott szilárdságtani tanszék adjunktusaként tanított. 1931–1936 között helyettes tanárként vezette a tanszéket. 1933-ban magántanári képesítést nyert. 1936-ban a tanszék nyilvános rendkívüli tanárává, 1939-ben nyilvános rendes tanárává nevezték ki.
1945–1957 között tanszékvezető egyetemi tanár volt. 1957-ben a kommunista vezetés nyomására le kellett mondania egyetemi katedrájáról. 1957–1969 között nyugdíjba vonulásáig az MTA szilárdságtani kutatócsoportjának vezetője, 1969-től tudományos tanácsadója volt. Az Acta Technica és a Műszaki Tudomány-technika szerkesztője volt. 1967-ben a Magyar Tudományos Akadémia tagjává választotta, de ehhez a párt nem járult hozzá. A rendszerváltozás idején, halála után három évvel viszont – 1967-es hatállyal – elismerték akadémiai tagságát.

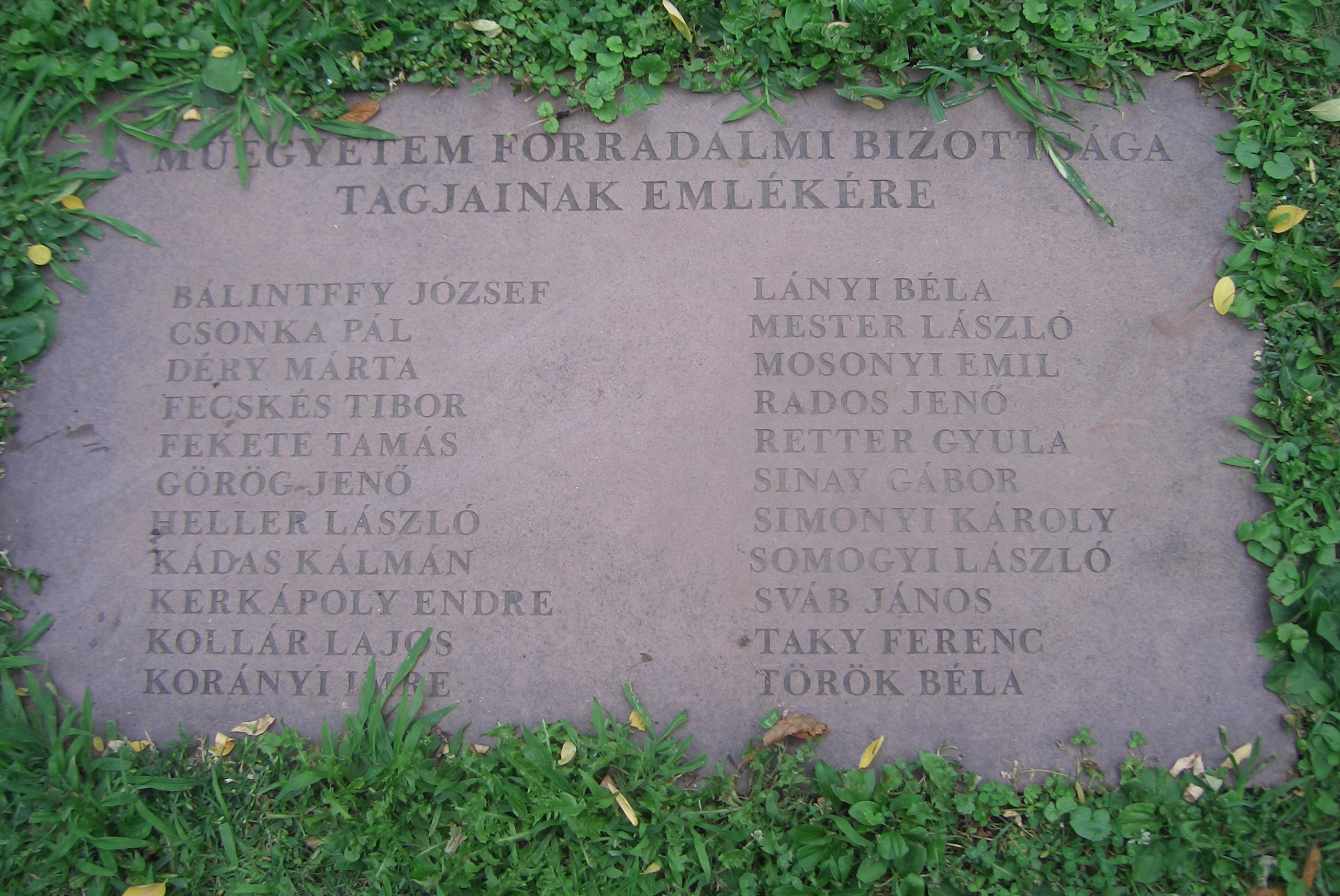
Neve a forradalmi bizottság tagjainak emléktábláján, a Műegyetemen

## Munkássága
A műszaki mechanikai létesítmények elmélete és vizsgálata, a szilárdságtan és építésmechanika, a rugalmasság- és képlékenységtan terén elért eredményeiért a műszaki tudományok doktora címet kapta meg, a képlékeny kihajlásra és a rugalmas körhengerhéjra vonatkozó kimagasló eredményeiért Kossuth-díjjal, a műszaki mechanika, a szilárdságtan és az építéstechnika tudományterületén elért eredményeiért pedig Állami Díjjal tüntették ki. Héjszerkezetek című monográfiája (Budapest, 1981) a hazai tartószerkezeti szakirodalom kiemelkedő alkotása.
Tervei szerint épült a taksonyi templom ellipszis alakú héjszerkezettel készült kupolája. A Magyar Mérnök- és Építészegylet a Czigler- és Honán-pályadíjakkal tüntette ki. Számos hazai és külföldi tudós testületnek, így a Nemzetközi Elméleti és Alkalmazott Mechanikai Unió (IUTAM) Magyar Nemzeti Bizottságának, a Nemzetközi Héjszerkezeti Egyesületnek (IASS) tagja volt, a Lengyel Elméleti és Alkalmazott Mechanikai Társaságnak pedig külső tagja volt.

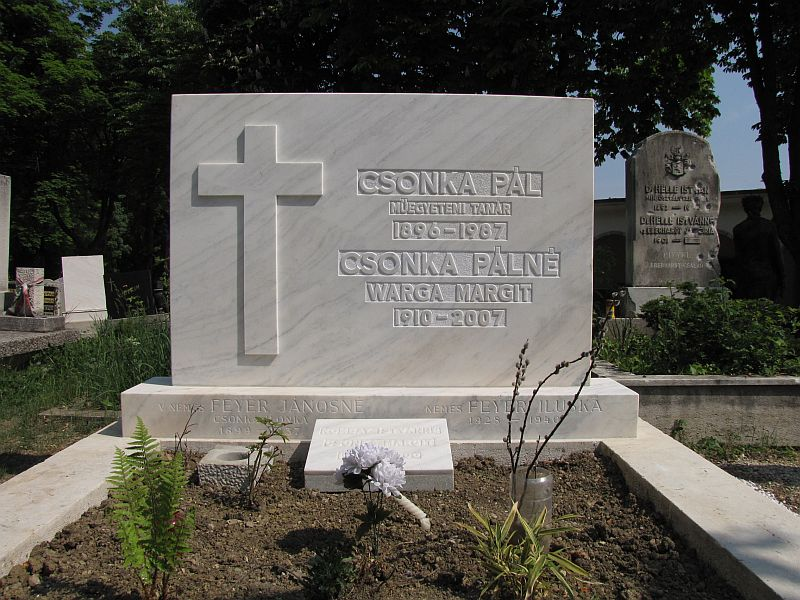
Csonka Pál sírja Budapesten. Farkasréti temető: 1-1-583/584.

## Díjai, elismerései
- Horváth Ignác-pályadíj
- A műszaki tudomány doktora (1952)
- Kossuth-díj (1954)
- Állami Díj (1983) – A műszaki technika, a szilárdságtan és építésmechanika tudományterületén elért kimagasló eredményeiért.
- Czigler- és Honán-pályadíj

## Művei
- Rugalmasságtan (Budapest, 1930)
- Bevezetés a héjboltozatok elméletébe (Budapest, 1931)
- Statika (1-2. Budapest, 1951-1952)
- Statikai példatár (1-2. Budapest, 1951-1954)
- Membránhéjak (Budapest, 1965; Berlin, 1966; Varsó, 1969)
- Héjszerkezetek (Budapest, 1981)